# Avalai tévétorony
Az avalai tévétorony (szerbül: Авалски торањ / Avalski toranj) az Avala-hegyen álló körülbelül 205 méter magas tévétorony Szerbia fővárosban, Belgrádban. A torony nyitva áll a nagyközönség számára, akik a 120 méter magasságban nyíló kilátót látogathatják. Az 1960-as években épült tornyot a NATO 1999. április 29-én a koszovói háború során az utolsó célpontok egyikeként lebombázta az Allied Force hadművelet keretében. A város egyik szimbólumává vált épületet végül országos összefogás keretében 2006 és 2009 között újjáépítették az eredetivel megegyező, de annál 2 méterrel magasabb formában, amelyet hivatalosan 2010. április 21-én nyitottak meg.

## Története

### Az eredeti torony
A tornyot Uglješa Bogunović és Slobodan Janjić építészek, valamint Milan Krstić mérnök tervezték. A kivitelezési munkálatokat a Rad Építőipari Vállalat végezte. Az építkezés 1961. október 14-én kezdődött és négy évvel később, 1965-ben fejeződött be, így a kéményeket leszámítva Jugoszlávia legmagasabb épülete lett. A torony tömege 4000 tonna volt, 102 és 135 méteres magasságban egy-egy zárt kilátóteraszt alakítottak ki, ahová a 122 méteres magasságig közlekedő két gyorsliften keresztül lehetett eljutni. Ez volt az egyetlen olyan torony a világon, amelynek keresztmetszete egyenlő szárú háromszög volt, és a kevés torony egyike, amely nem közvetlenül a földből indult ki, hanem külön lábakon állt. A lábak egy tripodot képeztek, amelyek a hagyományos háromlábú szerb széket, a tronožacot szimbolizálták. A nagy kockázattal járó munkálatokat sérülések és halálesetek nélkül fejezték be, ami szokatlan volt egy ekkora méretű projekt esetében.
Az építmény tetején egy további antennatornyot helyeztek el, amelyet eleinte a fekete-fehér televíziózás műsorszórásához használtak. 1971-ben az antennát kicserélték a színes televíziózás megkezdéséhez, és a TV Belgrád második számú csatornájának sugárzása 1971. december 31-én kezdődött meg. Szerbia első digitális földi adású televízió műsorát is ebből a toronyból sugározták.

### Az 1999-es bombázás
Az avalai tévétornyot 1999. április 29-én a NATO bombázása megsemmisítette. Korábban a koszovói háború miatt az adóállomás áramellátását már kiiktatták, de egy magas rangú katonatiszt pótgenerátort telepíttetett ennek pótlására. A bombázás célja az volt, hogy a Szerbiai Rádió és Televízió (RTS/PTC) adását a háború idejére végleg kivonják az éterből, az RTS-t azonban a helyi tévéállomások hálózata közvetítette, amely programjait Szerbia egész területén sugározhatta. Az torony emellett a nemzeti büszkeség szimbóluma és jelkép volt volt nemcsak Belgrád és Szerbia, hanem a volt Jugoszlávia számára is. Ez volt az egyik utolsó épület, amelyet a NATO Allied Force hadműveletének vége előtt elpusztítottak. A tornyot egy F–117 Nighthawkról indított, két lézerrel irányított GBU-27 Paveway III típusú bomba rombolta le, amelyek eltalálták a torony egyik lábát, és ezzel az egész szerkezet összeomlását okozták.

### Újjáépítése
A torony újjáépítésének ötlete az eredeti helyszínen a Szerbiai Újságírók Szövetségétől származott 2002 októberéből. 2004 elején a Szerbiai Rádió és Televízió csatlakozott a projekt médiában való népszerűsítéséhez, és megkezdte a adománygyűjtő rendezvények szervezését annak érdekében, hogy pénzt gyűjtsenek az építkezéshez. A projektet számos média,valamint híres festő, író, színész, zenész, sportoló és üzletember népszerűsítette és támogatta. Becslések szerint összesen 1 000 000 ember támogatta a projektet különféle tevékenységek révén.
Az építkezéséről megállapodást írt alá Dušan Basara, a torony építésével megbízott Ratko Mitrović Vállalat építési ágazatának igazgatója és Aleksandar Tijanić, az RTS főigazgatója. Számos adománygyűjtő rendezvényt tartottak pénzgyűjtés céljából, az elsők egyike Ana Ivanović és Novak Đoković szerb Grand Slam-győztes teniszezők mérkőzése volt, amelynek teljes bevétele az újjáépítési alapba került, mivel az utóbbi játékos személyesen is átélte a bombázásokat, és hallotta az épület összeomlását is. Ceca Ražnatović szerb népdalénekes 2006. június 15-én tartott koncertjének bevételét szintén az alap kapta meg. Az RTS országos adománygyűjtést hirdetett a torony újjáépítéséhez. Egy 2006. decemberi jelentés szerint amikor bejelentették, hogy ugyanabban a hónapban megkezdődik egy új tévétorony építése az Avala-hegyen, több mint egymillió eurót gyűjtöttek az adománygyűjtés és egyéb magánadományok révén,de a költségek döntő többségét így is az állam finanszírozta.
Mivel a NATO szegényített urán tartalmú bombákat és lőszereket használt, a hadsereg először felméréseket végzett a törmelék szennyezettségének ellenőrzésére, mielőtt zöld utat adott volna az építési munkáknak. A helyszín megtisztítása 2005. június 21-én kezdődött, ennek során több mint egymillió tonna törmeléket és szennyezett talajt távolítottak el. A szeizmikus felmérést követően az építkezés 2006. december 21-én kezdődött el. Kezdetben az új torony befejezésének határidejét 2008 augusztusára tették, de az építési munkák jelentősen elmaradtak a tervezett ütemtől. A nyitás időpontját így 2009. április 29-re, a megsemmisítés tizedik évfordulójára tolták el, ám ezt sem sikerült teljesíteni. A Szerbiai Rádió és Televízió 2009. október 23-án arról számolt be, hogy a torony elkészült. Az újjáépített tornyot végül 2010. április 21-én nyitották meg.

## Jellemzői
Az új avalai tévétorony 204,68 méteres magasságával 2 méterrel haladja meg az eredetiét, a turisták számára 122 méteres magasságban egy félig nyitott kilátószintet és 119 méteren egy kávézót alakítottak ki. A két gyorslift 3 m/s emelkedési sebességgel képes ezekhez a helyszínekhez feljuttatni a látogatókat.
A felhasznált anyagok között 5880 tonna beton és 500 tonna acélrúd található. A vasbeton szakasz magassága 136,65 méter, míg az acél antennaszerkezet és maga az antenna 68 méteres. A becslések szerint az épület egy Richter-skála szerinti 7-es erősségű földrengést is kibírna.  A 2010-es évek végén egy látványos díszkivilágítással látták el, így a torony esténként a legkülönfélébb színekben képes pompázni. Az újjáépítési munkálatok összköltsége elérte a 85 000 000 eurót.

## Műsorsugárzás

### Analóg műsorszórás
| Frekvencia(MHz) | Program                           | RDS PS                     | RDS PI | Effektív sugárzási teljesítmény (kW) | Antennendiagram körhullám (ND)/ síkhullám (D) | Polarizációhorizontális (H) / vertikális (V) |
| --------------- | --------------------------------- | -------------------------- | ------ | ------------------------------------ | --------------------------------------------- | -------------------------------------------- |
| 95,3            | Radio Beograd 1                   | RTS_RB_1/95,3_MHz/_Avala__ | D2FF   | 75                                   | ND                                            | H/V                                          |
| 97,6            | Radio Beograd 2 / Radio Beograd 3 | RTS_RB_2/Avala___/97,6MHz_ | D2F6   | 75                                   | ND                                            | H/V                                          |
| 98,5            | Hit FM                            | _HIT_FM_                   | D2C4   | 50                                   | ND                                            | H/V                                          |
| 101,4           | Radio Karolina                    | KAROLINA                   | D2C5   | 130                                  | ND                                            | H/V                                          |
| 104,0           | Radio Beograd 202                 | RTS_202_/AVALA___/104,0MHZ | D2FA   | 130                                  | ND                                            | H/V                                          |

### Digitális műsorszórás
| Csatorna | Frekvencia (in MHz) | Multiplex  | Multiplexelt csatornák                                                       | Effektív sugárzási teljesítmény (kW) | Antennendiagram körhullám (ND)/ síkhullám (D) | Polarizáció horizontális (H) / vertikális (V) |
| -------- | ------------------- | ---------- | ---------------------------------------------------------------------------- | ------------------------------------ | --------------------------------------------- | --------------------------------------------- |
| 22       | 482                 | ETV 1. Mux | - RTS 1 - RTS 2 - RTS Digital - RTS HD - RTV Pink - B92 - TV Prva - Happy TV | 100                                  | ND                                            | H                                             |
| 28       | 530                 | ETV 2. Mux | - Studio B - M moja TV - TV Kanal 3 - Sat TV - TV Mag                        | 100                                  | ND                                            | H                                             |

## Galéria

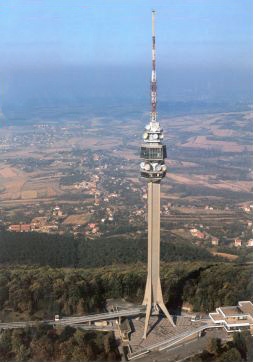
Az eredeti épület
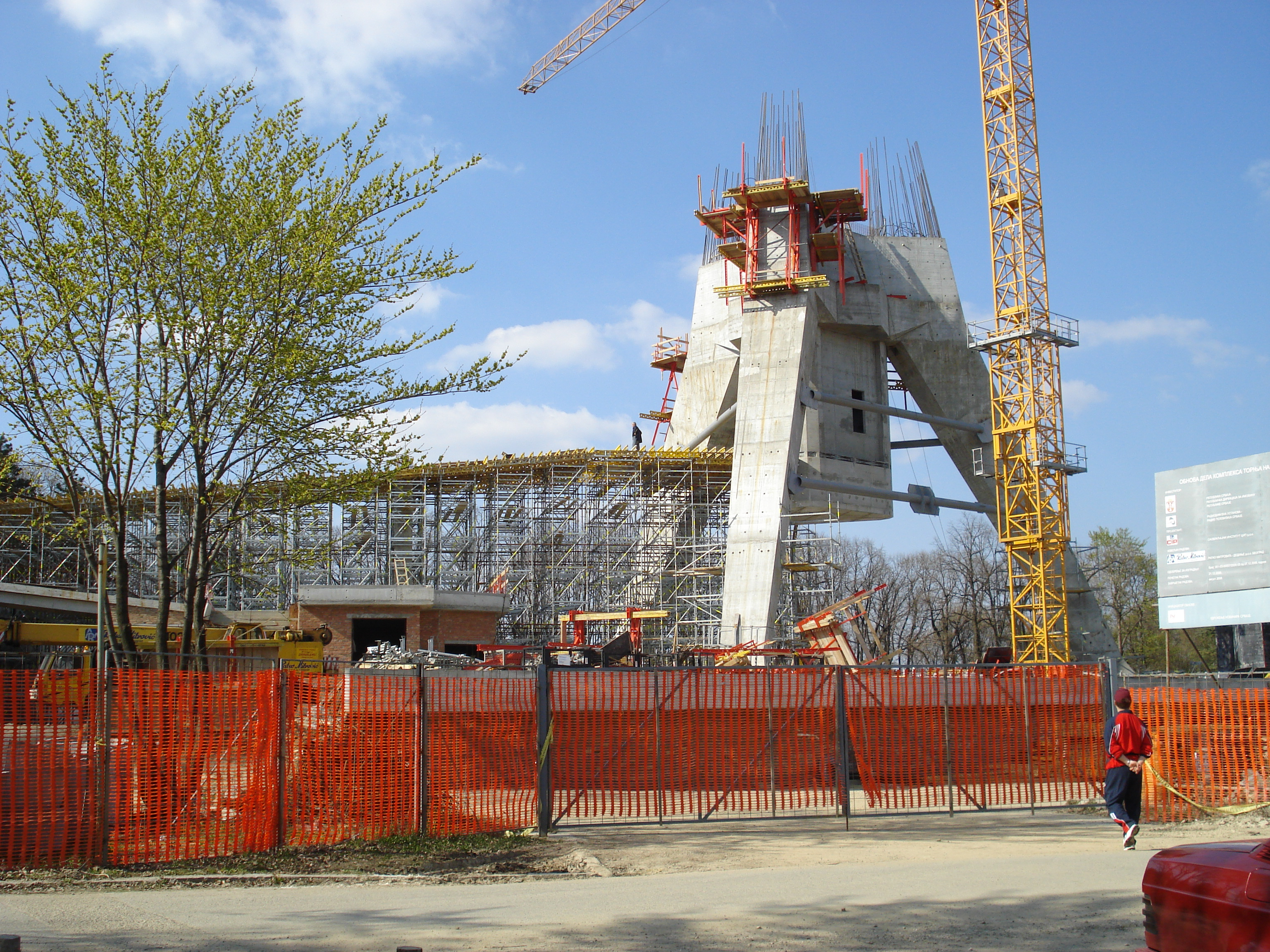
Az építési munkálatok állása 2008 februárjában
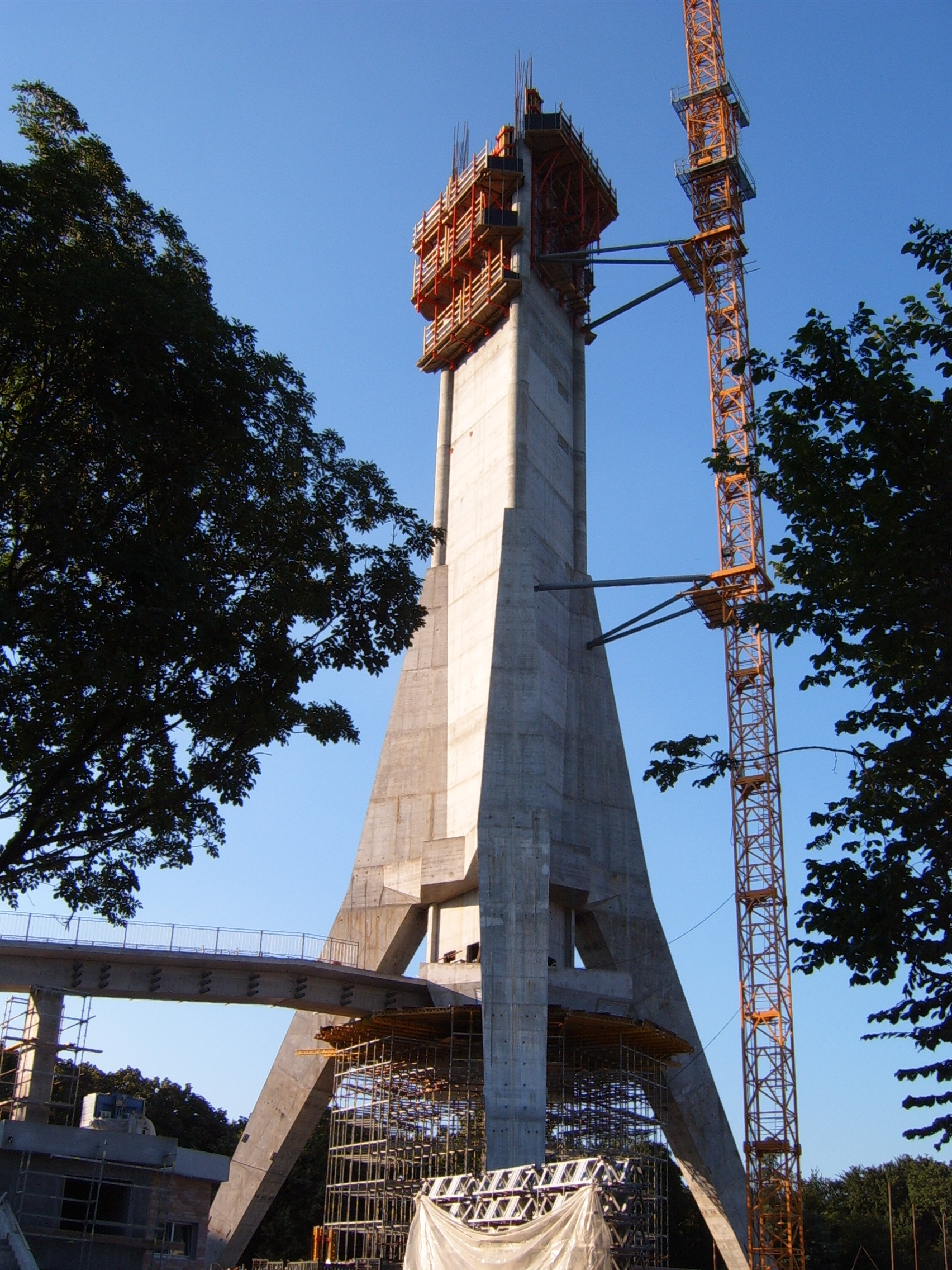
A vasbeton szerkezet zsaluzása 2008 júliusában
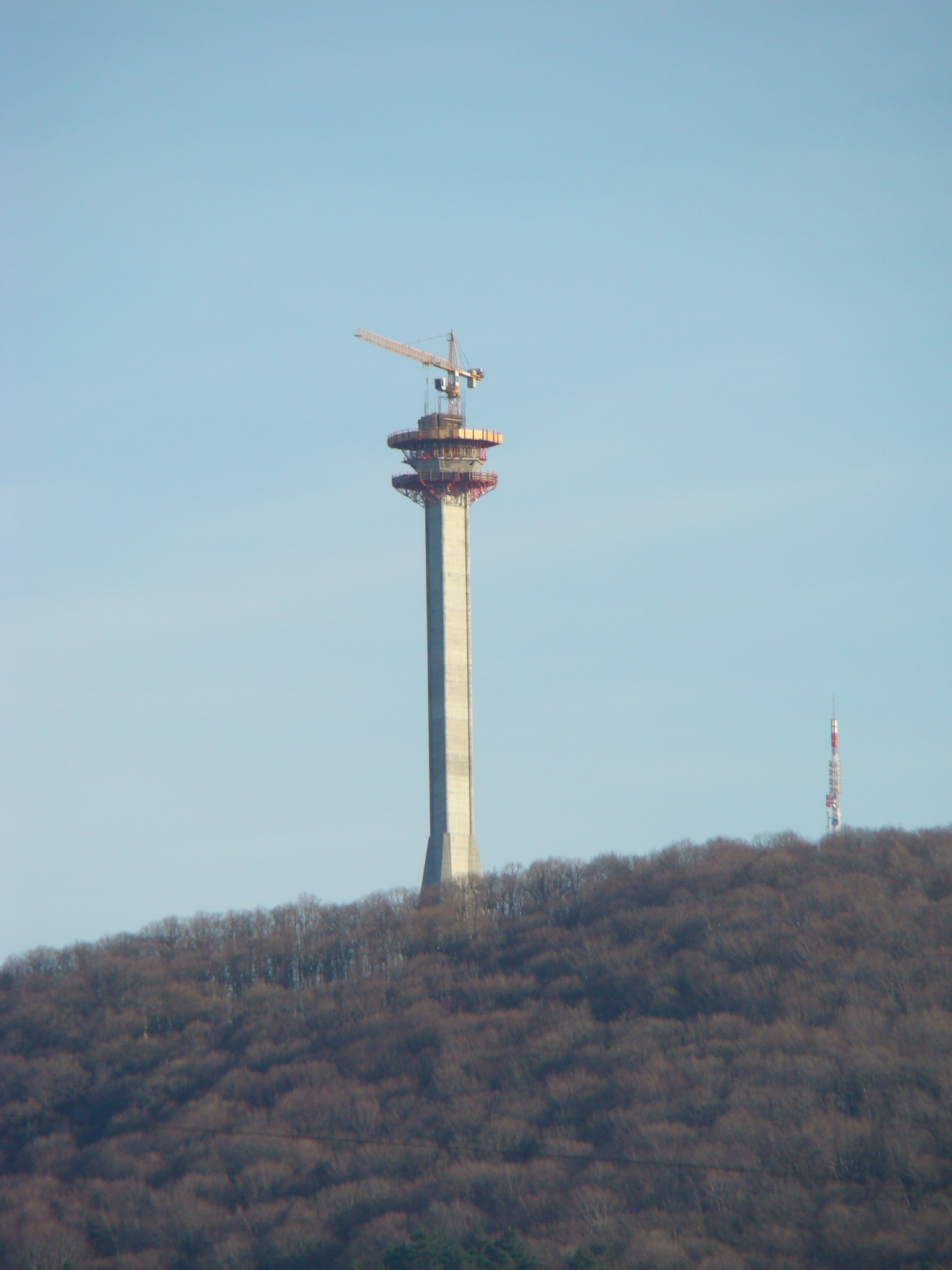
2009 februárjában
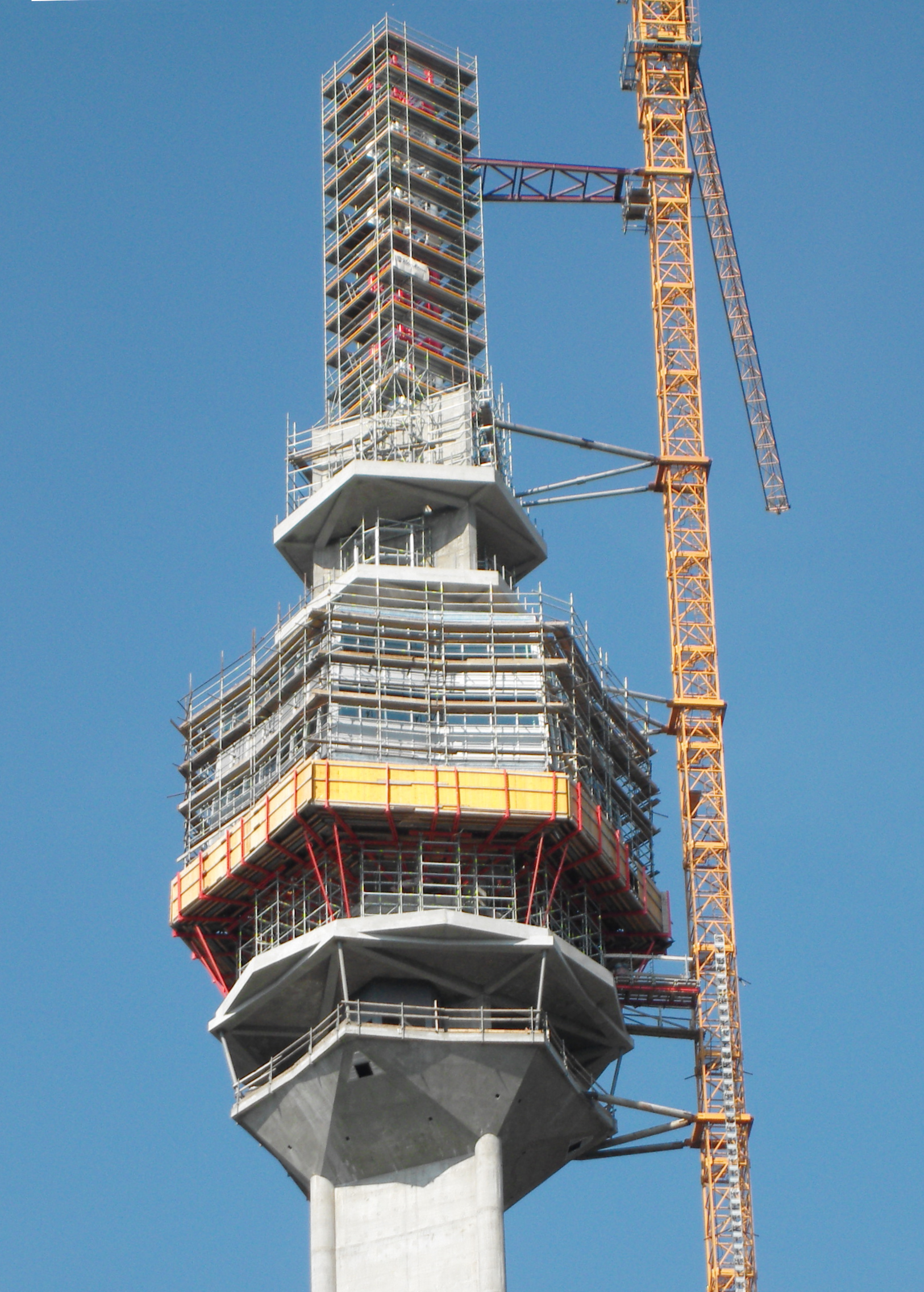
Az antenna építése 2009 augusztusában
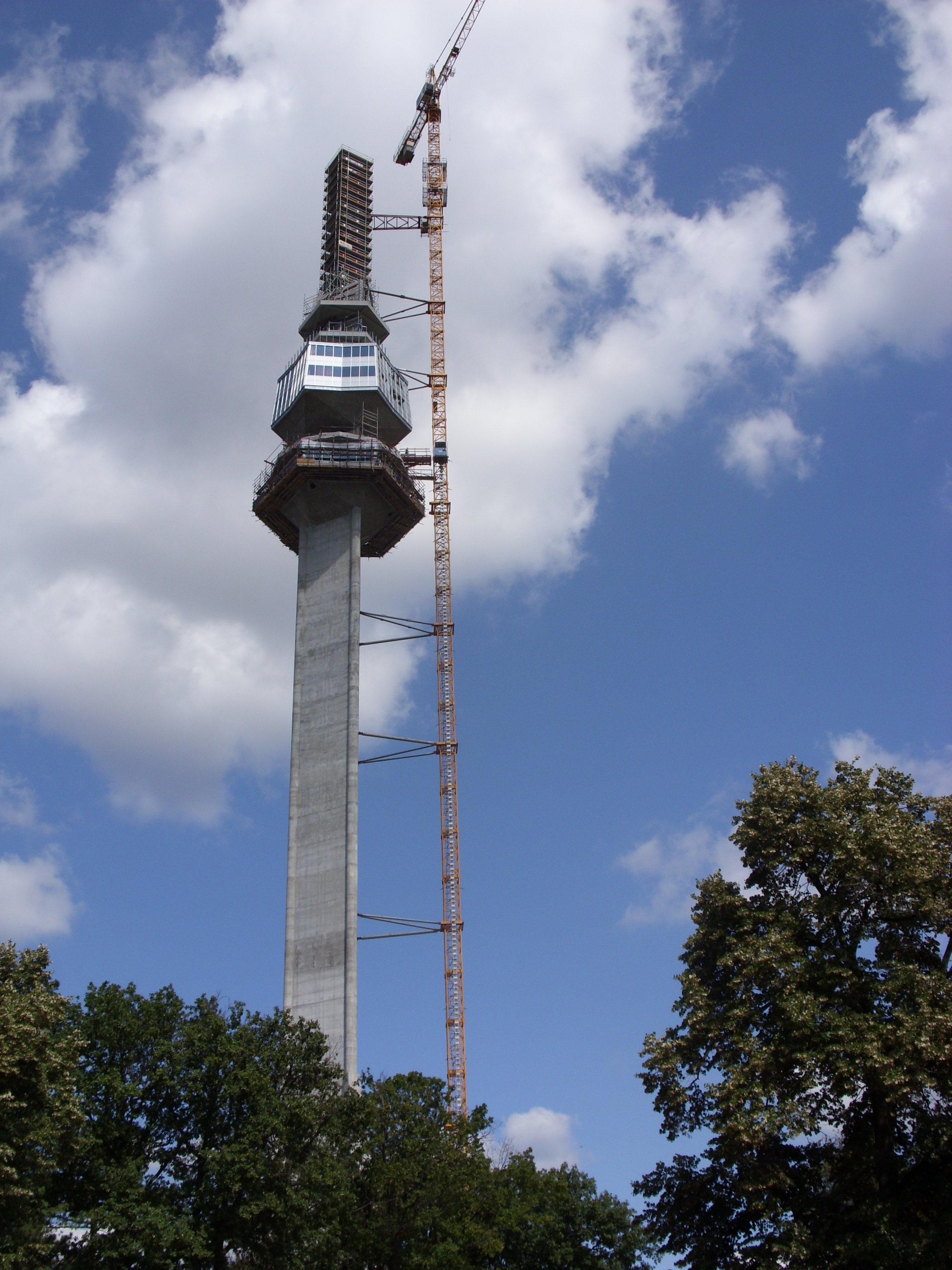
Az elkészült kilátó 2009 szeptemberében
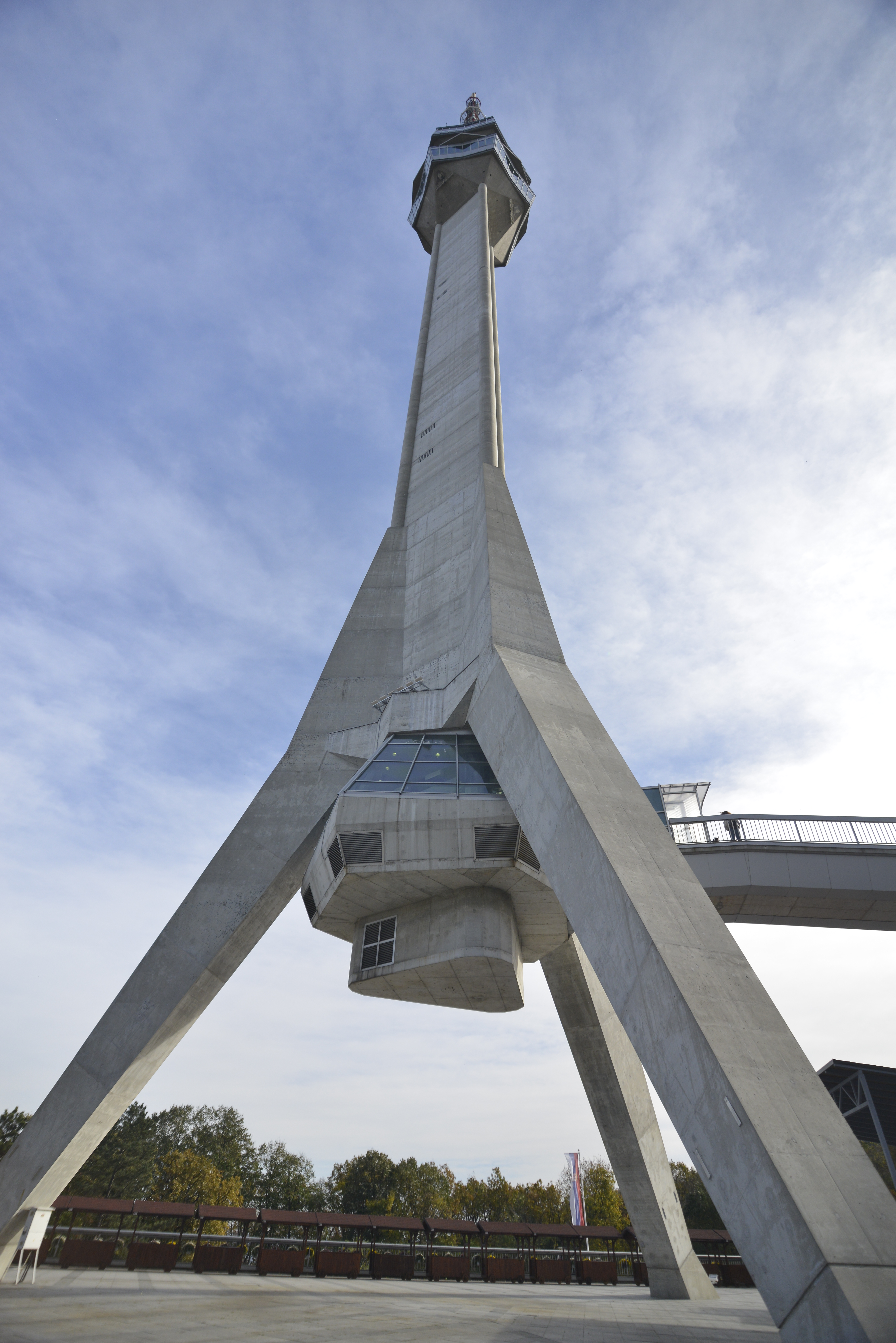
A különleges három lábú talapzat
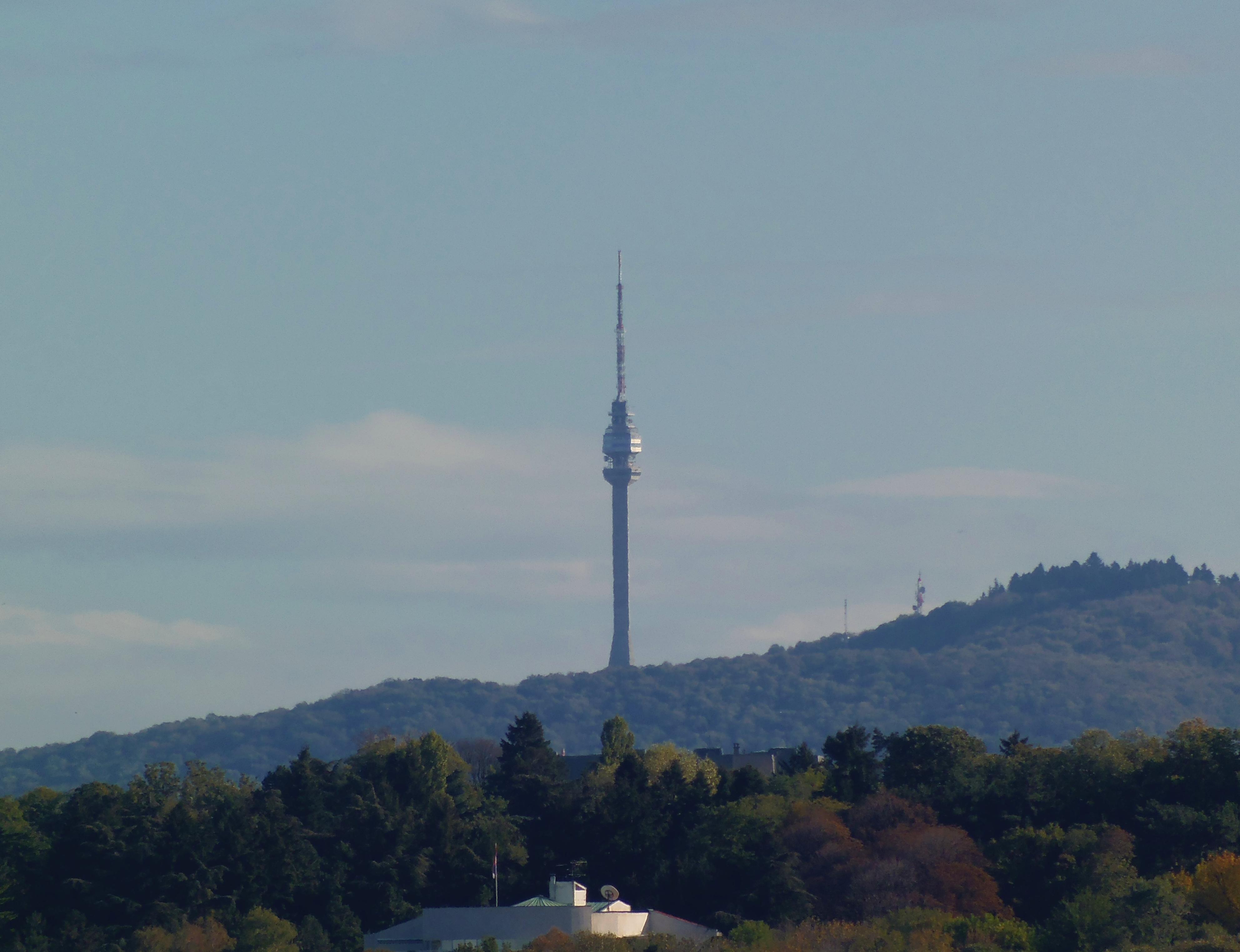
Kilátás az Avalára Belgrád felől
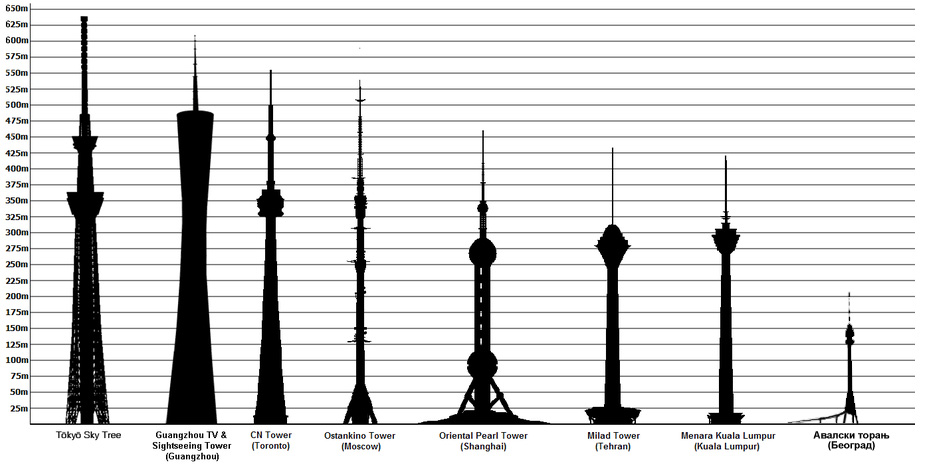
Magassági összehasonlítás a világ legmagasabb tévétornyaival

## Fordítás
- Ez a szócikk részben vagy egészben  a   Fernsehturm Avala című német Wikipédia-szócikk ezen változatának fordításán alapul.  Az eredeti cikk szerkesztőit annak laptörténete sorolja fel. Ez a jelzés csupán a megfogalmazás eredetét és a szerzői jogokat jelzi, nem szolgál a cikkben szereplő információk forrásmegjelöléseként.